# Мульдер, Геррит Ян
Геррит Ян Мульдер (27 декабря 1802 года, Утрехт — 18 апреля 1880 года, Беннеком) — голландский химик-органик), который описал химический состав белков. В его первоначальной формуле были неточности, которые он устранил после переписки с Якобом Берцелиусом. Одна из важнейших работ — статья «О составе некоторых веществ, полученных из животных», где он также предположил, что животные извлекают большую часть необходимых белков из растений.

## Биография

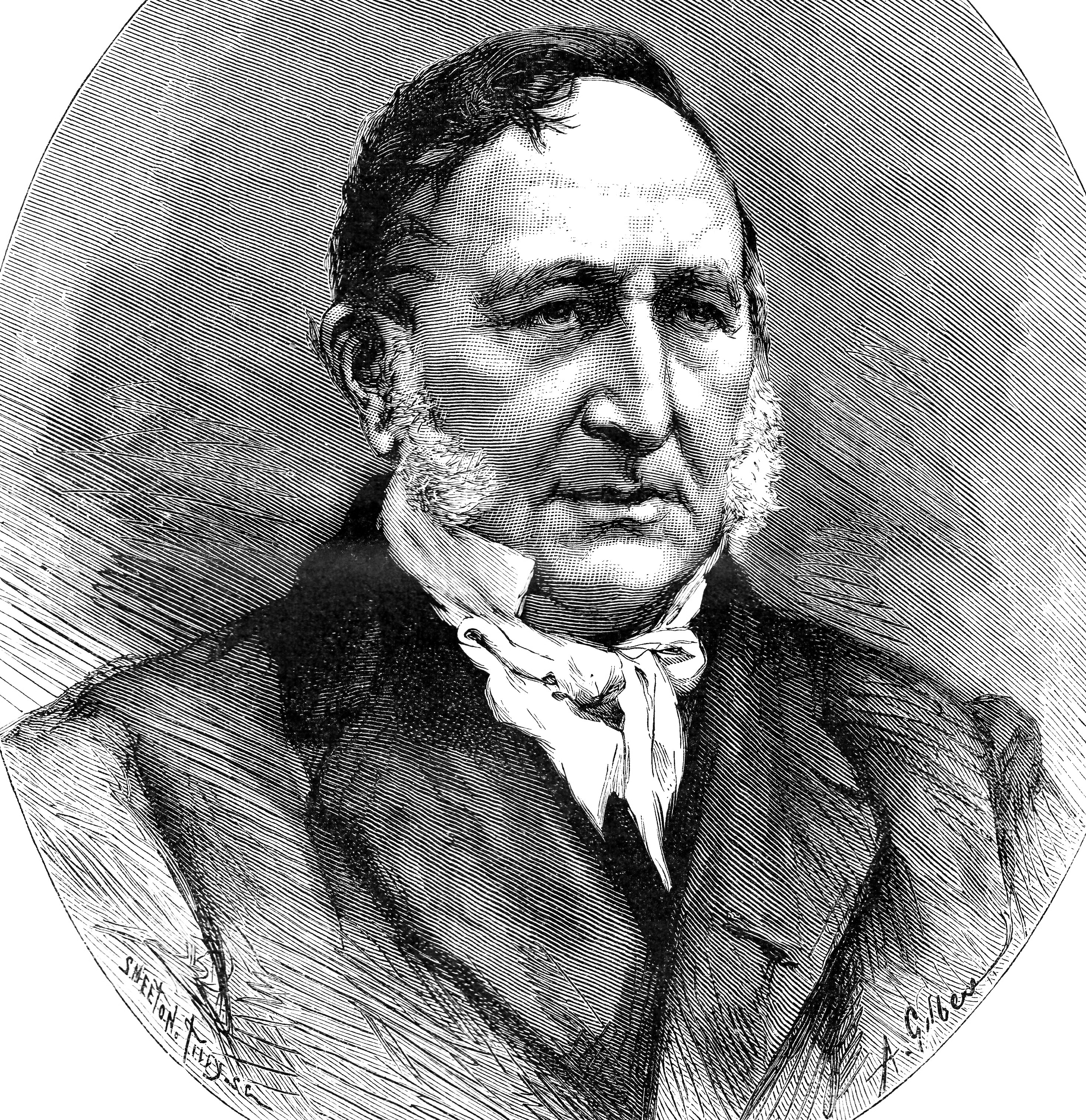
Геррит Ян Мульдер

Геррит Ян Мульдер был сыном хирурга Яна Андриаса Мульдера (около 1777- 8.03.1843, Утрехт) и Петронеллы Ван Омерен (около 1779-8.09.1828, Утрехт).
Окончил французскую школу в Утрехте и с 1819 года изучал медицину, естественные науки и математику в Утрехтском университете. Под руководством Николааса Корнелиса де Фремери 16 марта 1825 года защитил диссертацию Medica deopioejusqueprincipiis, actioneintersecomparatis и получил степень доктора медицины. 3 мая 1825 Г. Я. Мульдеру присудили докторскую степень по фармации, и он поселился в Амстердаме, где работал врачом. В 1826 году он вступил в Нидерландское общество Роттердама в звании доцента фармации и физики, а в 1827 году стал доцентом химии и ботаники в Медицинской школе в Роттердаме. В 1832 году в Роттердаме он вместе с Д. Ф. Пантом опубликовал доклад об инфекции холеры под названием «Холера в Роттердаме». В дальнейшем он всё больше занимался болезнями и публиковал в этой области различные исследования, которые принесли ему международное признание. В числе известных современников, с которыми общался Г. Я. Мульдер, были М. Фарадей, Й.Я. Берцелиус, Ю. Либих.
15 июля 1840 года Г. Я. Мульдер получил звание профессора химии Утрехтского университета, в котором 14 сентября 1840 года произнёс вступительную речь Deindolechemiaequalisnostracolitur. Здесь же был выбран в 1853/54 ректором альма-матер и создал лабораторию, которая получила международную репутацию. По достоинству был оценён учебник Мульдера «Эксперименты в области физиологической химии», написанный с 1843 по 1850 и принесший своему автору авторитетное положение. Также велики заслуги Мульдера в области химии природных соединений. Однако его исследования белков привели к жёсткой дискуссии с Либихом, которая окончилась для Мульдера поражением.
В вопросе питания растений он занял также отличающуюся от основного мнения позицию, подчёркивая особое значение гумуса. Кроме того, он считается первооткрывателем растительного и животного белка. 
Он также принимал участие в политической жизни. Как городской советник и приверженец королевской власти, Мульдер был противником либерализма Йохана Рудольфа Торбеке. C 7 октября 1868 года по состоянию здоровья ушёл в отставку с профессорской должности и до 1875 оставался советником голландского колониального министерства, прослужив, таким образом, 40 лет в этой должности  С 1868 года жил в Беннекоме, разорвав многие научные и частные связи. 
Он умер на вилле Старый Воссенхол (Oud Vossenhol), где жил после завершения научной карьеры в тяжелых условиях.

## Награды
Г. Я. Мульдер получил широкое признание в течение жизни. Он был членом Королевской академии наук в Нидерландах, членом Прусской академии наук с 1845 года, членом Королевской шведской академии наук, почётным членом Физического общества во Франкфурте-на-Майне, а также имел другие высокие награды.

## Семья
Геррит Ян Мульдер женился 2 мая 1827 года в Роттердаме на Вильгельмине ванн Россем (23.09.1802, Роттердам-16.08.1890, Гаага), которая была дочерью Яна ванн Россема (9.10.1776, Роттердам-9.02.1842, Роттердам) и Джоанны ванн ден Энд (3.02.1781, Делфт-7.08.1846, Роттердам). В браке было 3 сына и 3 дочери. Из детей известны:
- Луис Мульдер (14.03.1828, Роттердам -12.03.1903, Утрехт), 26.08.1859 женился на Адриане ванн Бик (около 1825, Утрехт)
- Карел Мульдер (8.09.1829, Роттердам -10.12.1849, Утрехт)
- Эдуард Мульдер (17.07.1832, Роттердам - 8.03.1924, Утрехт), профессор, доктор, первый брак 2.07.1856 в Лейдене с Софией Теодорой Терпстра (1828 - 14.09.1864, Делфт), второй брак 21.08.1872 в Утрехте с Генриеттой Якоба Герритцен (10.08.1846, Зелен - 28.06.1926, Утрехт)
- Анна Мульдер (14.03.1834, Роттердам), вышла замуж 21.04.1881 в Роттердаме за Якоба де Брюне
- Корнелия Мульдер (14.07.1836, Роттердам - 1842)

## Работы
- Commentatio de Entozois. Utrecht 1832
- Herinneringen omtrent Jacobus Landt. Rotterdam 1830
- Ueber den Werth und die Bedeutung der Naturwissenschaften für die Medicin. Heidelberg 1844
- Het streven der stof naar Harmonie. Een voorlezing. Rotterdam 1844, 1845 deutsch übersetzt:Das Streben der Materie nach Harmonie. Braunschweig 1844
- De Elementen. Eene voorlezing. Rotterdam 1844
- Proeve eener algemeene physiologische scheikunde. Rotterdam 1843; deutsch übersetzt:Versuch einer allgemeinen physiologischen Chemie. Heidelberg & Braunschweig, 1844–1851;
- Ueber den Werth und die Bedeutung der Naturwissenschaften für die Medicin. Heidelberg 1844 (Online)
- Redevoering over de stoffelijke wereld: een middel tot hoogere ontwikkeling, uitgesproken bij de inwijding van het Scheikundig Laboratorium der Hoogeschool te Utrecht den 22 september 1845. Rotterdam 1845 (Online); deutsch übersetzt:Rede über die Welt der Materie, als ein Mittel zu höherer Entwickelung. Gehalten bei der Einweihung des chemischen Laboratoriums der Universität zu Utrecht. 22. Spt. 1845 a. d.. Utrecht & Düsseldorf, 1845
- Liebig's Frage sittlich und wissenschaftlich geprüft. Frankfurt am Main 1846
- De opvoeding in Nederland, in verband tot den volksgeest. Rotterdam 1847; deutsch übersetzt:Die Ernährung in ihrem Zusammenhang mit dem Volksgeist Utrecht und Düsseldorf, 1847
- Scheikundige onderzoekingen, gedaan in het laboratorium der Utrechtsche Hoogeschool. Rotterdam 1851
- Chemische Untersuchungen. V. 1, 2 Frankfurt am Main, 1847
- Untersuchungen über Protein, Behenöl und amorphes Chinin. Frankfurt am Main 1847
- Berzelius herdacht. Utrecht 1848
- Verval van Nederland, bezuiniging, onderwijs. Rotterdam 1848
- De weg der wetenschap, zinen leerlingen op nieuw aanbevolen. Rotterdam 1849
- Wetenschap en volksgeluk, een woord voor Nederland geschreven. Rotterdam 1849
- The Chemistry of Vegetable & Animal Physiology. Edinburg & London 1849
- Wetenschap en Volksgeluk. Een woord voor Nederland geschreven. Rotterdam 1849
- De weg der wetenschap, zijnen leerlingen op nieuw aanbevolen. Rotterdam 1849
- Is een nieuw Ministerie Thorbecke mogelijk? Utrecht 1853
- Die Chemie des Weins Leipzig 1856, английский перевод The Chemistry of Wine. London 1863
- Die Chemie des Biers Leipzig 1858
- Die Silber-Probiermethode. Leipzig 1859
- Die Chemie der Ackerkrume Berlin 1861–1864, 3 Bde.;
- Studium Generale. Rede bij de opening zijner lessen aan de hoogeschool te Utrecht. Rotterdam 1865
- De scheikundige middelen der nederlandsche Regering tegen de verspreiding der Cholera. Rotterdam 1866
- Die Chemie der austrocknenden Öle ihre Bereitung und ihre technische Anwendung in Künsten und Gewerben. Berlin 1867,
- De strijd der Utrechtse Hoogeschool tegen de geneeskundige wets-ontwerpen. Haarlem 1865
- De natuurkundige methode en de verspreidlng der Cholera Rotterdam 1866

Г. Я. Мульдер был редактором следующих изданий:
- Die Bijdragen tot de Natuurkundige Wetenschappen, 1826-1832, совместно с Германом ван Холлом и Виллемом Вроликом
- Das Natuur- en scheikundig archief, 1832-1836 единолично, 1836-1838 совместно с Виллемом Венкебахом
- Das Bulletin des Sciences Physiques et Naturelles en Néerlande, совместно с Ф.А.В. Микелем и Венкебахом
- Die Scheikundige Onderzoekingen, Gedaan In Het Laboratorium Der Utrechtsche Hoogeschool, с 1842 единолично
- Die Scheikundige Verhandelingen En Onderzoekingen,1857-1865 единолично